# Terrence Metcalf
Terrence Orlando Metcalf (Clarksdale, 28 gennaio 1978) è un ex giocatore di football americano statunitense che ha militato nel ruolo di offensive guard nella National Football League (NFL).

## Carriera
Al college Metcalf giocò a football a Ole Miss dal 1998 al 2001, venendo premiato come All-American. Fu scelto nel corso del terzo giro (93º assoluto) del Draft NFL 2002 dai Chicago Bears. Vi giocò fino al 2008, raggiungendo il Super Bowl XLI nel 2006, perso contro gli Indianapolis Colts. Chiuse la carriera con i Detroit Lions e i New Orleans Saints, con cui non scese mai in campo.

## Palmarès
- National Football Conference Championship: 1

Chicago Bears: 2006

## Famiglia
È il padre del wide receiver dei Seattle Seahawks D.K. Metcalf.